# By, Harbo socken
By är en by i Harbo socken, Våla härad, omkring 5 kilometer sydöst om Harbo kyrka.
Byn omtalas första gången i markgäldsförteckningen 1312, då fanns här 5 bönder. 1541 fanns här två mantal skatt. I början av 1600-talet delas mantalen mellan tre bönder, från mitten av 1600-talet av fyra. 1688 fanns här fem gårdar. Jordeboken 1793 upptar sex brukar på de båda mantalen. I By fanns även soldattorpet för soldaten 338 Menlös vid Västmanlands regemente.
Hällvreten är ett gammalt torp på Bys ägor, Hemängen och Skoghyddan är 1900-talshemman. 1930 byggdes Harbos sista byskola i By. I början av 1900-talet fanns här även en handelsbod.